# انتخابات الرئاسة التشيلية 1964
انتخابات الرئاسة التشيلية 1964 هي الانتخابات الرئاسية التي جرت في 4 سبتمبر 1964، في تشيلي، لانتخاب رئيس تشيلي، فاز بالانتخابات إدواردو فري مونتالبا.